# Mashed potato
Le mashed potato, selon l'anglais signifiant « purée de pommes de terre », est une danse populaire au début des années 1960, durant la période du twist et de la musique rock 'n' roll. 
En France, on l'appelait de préférence mashed potatoes.

## Danse et succès musicaux
Introduit en 1962, le mashed potato fait partie de la série de danses populaires qui ont accompagné le succès mondial de la musique rock 'n' roll et qui se sont placées dans le sillage du twist afin de tenter d'en répliquer le succès. La chanson américaine It's Mashed Potato Time (en) (1962) de Dee Dee Sharp est l'une des premières à y faire référence ; (Do the) Mashed Potatoes (en) par Nat Kendrick and the Swans et Mashed Potatoes U.S.A. (en) par James Brown. Le mashed potato est également évoqué dans le succès Vacation de Connie Francis, la même année, puis dans Do You Love Me par The Contours, Dancin' Party par Chubby Checker, Let's Dance par Chris Montez, Harry the Hairy Ape par Ray Stevens ou encore Land of a Thousand Dances de Chris Kenner.
En France, le mashed potato est lancé par Johnny Hallyday sur la scène de l'Olympia à l'automne 1962, précédé par un super 45 tours, avec au verso de la pochette Lee Hallyday détaillant en photographies comment le danser sur la chanson interprétée par Johnny C'est le mashed potatoes (adaptation du titre Little Bitty Pretty One de Bobby Day). Les chanteurs et groupes yéyés exploitent un temps cette danse en 1962-1963, avant qu'elle ne tombe très vite dans l'oubli.

## Chorégraphie
La chorégraphie commence par un pas en arrière d'une jambe, avec le talon tourné vers l'intérieur. L'autre pied est alors légèrement positionné en arrière par rapport à l'autre, lors de la première pause. On s'appuie ensuite sur la plante du pied de départ, talon tourné alors vers l'extérieur. Il convient de répéter ces pas en changeant de pied et ainsi de suite.